# Big Octopus
Big Octopus (Originaltitel: Dà zhangyú) ist ein chinesischer Tierhorrorfilm aus dem Jahr 2020 von Frank Xiang.

## Handlung
Trotz aller Unwetterwarnungen geht der Hochseefischer Shao Feng mit seinem Freund auf hoher See fischen. Schon kurze Zeit später beginnt der Sturm zu toben. Dabei geht den beiden ein seltsamer Tintenfisch ins Netz. Da er seltsam mutiert aussieht, beschließen die beiden, ihn lebendig mitzunehmen. Stolz präsentiert Shao Feng seinen Fund seiner Freundin Liu Zimo, die als Meeresbiologin tätig ist. Auch sie stuft den Kopffüßer als merkwürdig ein und ist sich sicher, dass es sich hierbei um eine neue, bisher unbekannte Art handelt.
Tatsächlich sollten die beiden Recht behalten, dass das Tier von der Norm abweicht. Schon bald zieht der Fund des Tintenfischs einen machthungrigen Konzern aus der Genforschung, in Person des düsteren Lin, an. Wenig später zeigt auch eine weitere, zwielichtige Gruppierung Interesse an dem Fund. Diese mobilisiert bewaffnete Söldner unter dem Kommando von Gael, die sich auf die Suche nach dem Tintenfisch begeben. Doch als größtes Problem entpuppt sich das Muttertier des Tintenfisch, dass urplötzlich an der Küste auftaucht und anwesende Badegäste attackiert.
Shao Feng und Liu Zimo vermuten bald, dass der Konzern etwas mit den mutierten Tintenfischen zu tun hat, und sind fest entschlossen, zukünftige Forschungsarbeiten zu verhindern.

## Hintergrund
Der Film wurde von Regisseur Frank Xiang inszeniert und von Fanku Culture Media Shanghai produziert. Der Film erschien als Video-on-Demand auf Prime Video und iTunes. Am 5. Mai 2023 feierte der Film seine Free-TV-Premiere in Deutschland auf dem Sender Tele 5.

## Rezeption
„Ordentlich getrickst, ansonsten eher nix.“

Carmine Carpenito von Blairwitch befindet, dass dem Zuschauer ein „verrückter Cocktail aus Action, Zerstörung und – das wortwörtlich größte Aushängeschild des Films – Kraken-Chaos“ serviert wird. Er führt weiter aus, dass es sich um einen „höchst unterhaltsamen Monsterhorror mit ironischem Augenzwinkern“ handelt. Carpenito findet, dass der Kraken auch den Ideen H. P. Lovecrafts hätte entsprungen sein können.
Oliver Armknecht für Film-Rezensionen nahm den Film weniger positiv auf. Er kritisiert, dass die Charaktere im Film so überzogen wären, als seien sie Karikaturen bekannter Klischees (armer Fischer, der durch seinen Fang reich werden kann, Wissenschaftler, die das Wohl der Menschen ganz unten anordnen, skrupellose Soldaten) und „das Ensemble nicht unbedingt die erste Garde der Schauspielkunst“ sei. Die Handlung an sich stuft er teilweise als „sogar ausgesprochen schwachsinnig“ ein und bemängelt zudem, dass es dennoch kaum zu „komischen Szenen, seien sie freiwilliger oder unfreiwilliger Natur“ führe. Weiterhin findet er, dass es im Film nie zu Spannungsmomenten kommt. Bemängelt wird außerdem, dass man vom Oktopus „fast ausschließlich dessen Arme herumfuchteln“ sieht aber nie die komplette Kreatur. Dieser wäre laut Armknecht „zu teuer oder zu schwierig für das Spezialeffekte-Team gewesen wäre“. Final äußert er sich, dass der Film „weder als spannender Horrorstreifen noch als komischer Trash“ funktioniere und das es sich stattdessen um einen „billigen China-Import [der] in erster Linie langweilig“ ist handelt. Er vergibt 2 von 10 möglichen Punkten.
Auf Rotten Tomatoes hat der Film aufgrund zu wenigen Bewertungen noch keine Filmwertung erhalten. In der Internet Movie Database hat der Film bei über 140 Stimmenabgaben eine Wertung von 4,2 von 10,0 möglichen Sternen.